# Taureana di Palmi
Taureana di Palmi è una frazione di Palmi. Sorge sullo stesso pianoro dove, fino al 951 d.C., era ubicata l'antica città di Tauriana o Taurianum, dalla quale prende il nome.
Il territorio di Taureana ha dato i natali a san Fantino il Vecchio, santo più antico della Calabria. La frazione è oggi un importante centro archeologico della Calabria, ospitando il Parco archeologico dei Tauriani, una torre saracena del XVI secolo ed il Complesso di San Fantino. Sotto quest'ultimo edificio vi è la cripta di San Fantino, luogo di culto cristiano più antico della Calabria.

## Geografia fisica
La frazione di Taureana di Palmi sorge su di un terrazzamento posto a nord del centro cittadino, coltivato ad oliveti e vigne, che sovrasta un tratto di Costa Viola. Il centro abitato, situato ad un'altezza di circa 70-80 metri s.l.m., si eleva tramite un sistema di falesie sulla pianura e sulle spiagge sottostanti, che costituiscono il Lido di Palmi. Una parte del territorio di Taureana rientra nell'elenco dei siti di interesse nazionale della Città Metropolitana di Reggio (Area Metropolitana dello Stretto) con il nome di «Torre di Taureana».

## Storia
Dopo la devastazione dell'antica città di Tauriana, avvenuta nel 951, le prime notizie sul territorio risalgono all'anno 1086, quando il conte di Calabria Ruggero I di Sicilia soppresse la diocesi di Tauriana aggregandola alla nuova diocesi di Mileto.
Da allora le poche informazioni pervenute sul territorio di Taureana riguardano le vicende legate alla chiesa di San Fantino (nonché ai conventi ed ai monaci legati ad essa), più volte distrutta e riedificata nel corso dei secoli per terremoti o scorrerie di saraceni e per la realizzazione, nel 1565, della Torre costiera di Pietrenere a protezione della città di Palmi, distrutta nel 1549 dal corsaro turco Dragut e ricostruita dal feudatario Carlo II Spinelli.
A partire dalla fine del XIX secolo la zona divenne centro di interesse storico-archeologico per il rinvenimento di reperti e di strutture legate all'antica Tauriana.
Il quartiere attuale fu riedificato, dopo il terremoto del 1908, negli anni venti dello scorso secolo.

## Monumenti e luoghi d'interesse

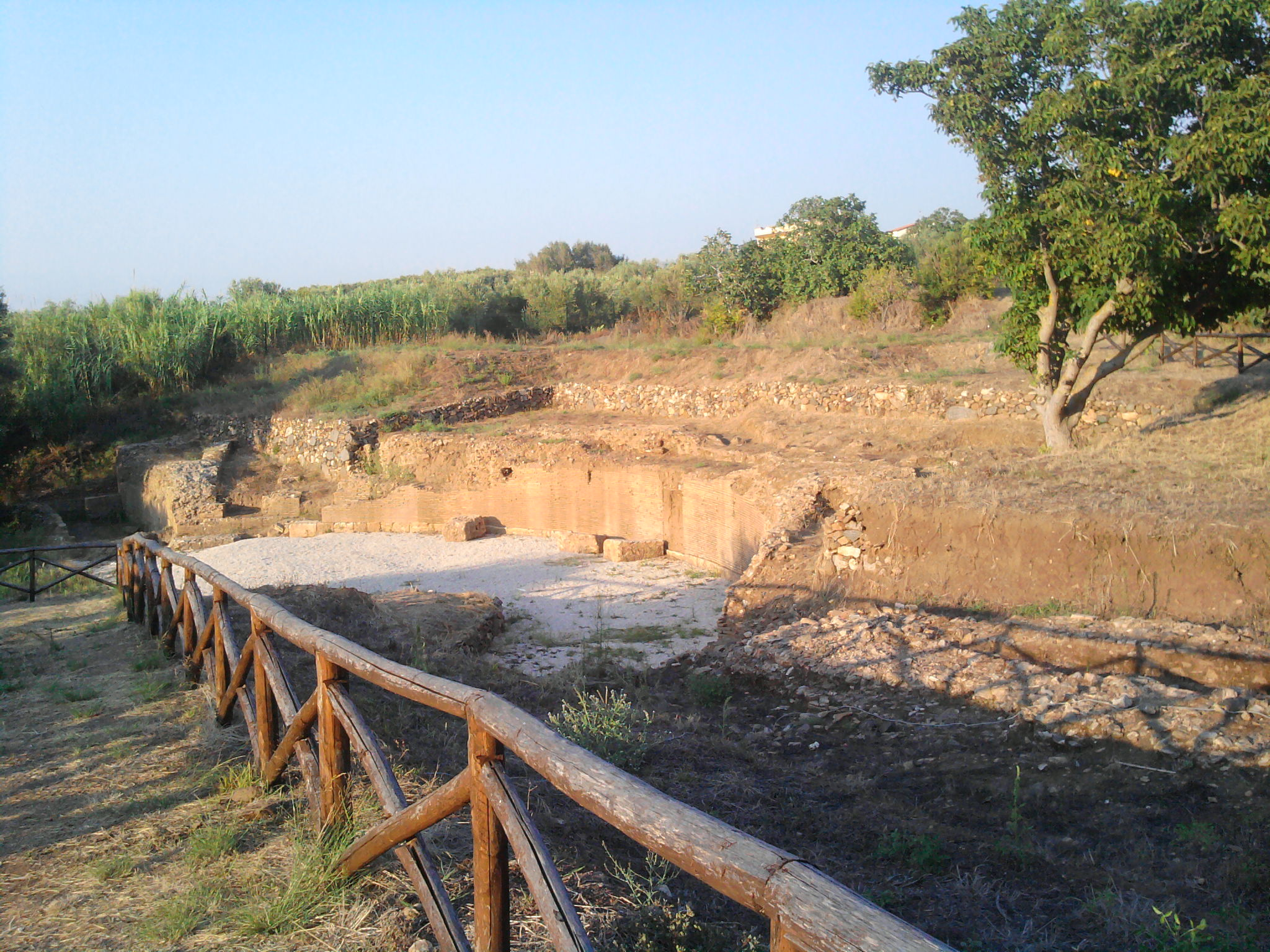
I resti dell'edificio per spettacoli, localizzato all'interno del Parco Archeologico dei Tauriani.

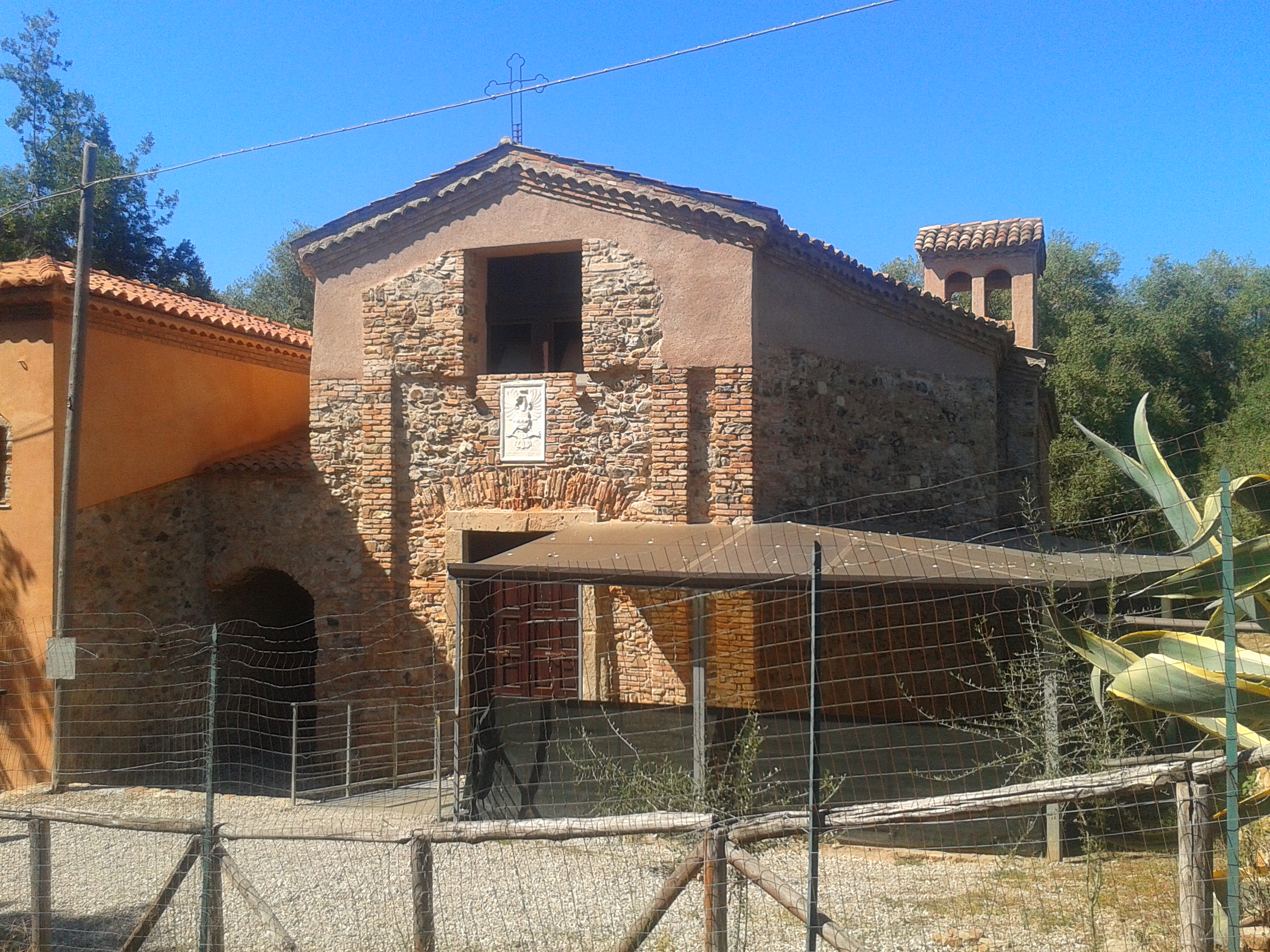
Il Complesso di San Fantino.

- Chiesa di San Fantino (1963), architettura moderna nata in sostituzione dell'antico luogo di culto omonimo;
- Torre Saracena (1565), torre di avvistamento costiera realizzata nell'ambito della ricostruzione di Palmi del XVI secolo;[15]
- Parco archeologico dei Tauriani "Antonio De Salvo", inaugurato nel 2011 nell'area dove sorgono i resti di una strada romana, di un edificio per spettacoli, di un quartiere brettio-romano, di un santuario romano e di un villaggio protostorico, oltre alla Torre saracena;[16]
- Complesso di San Fantino (1857), complesso monastico adibito attualmente a museo. Il tempio è costituito dalla chiesa ottocentesca, dai ruderi di una chiesa del 1552, da alcune tombe e dalla cripta di San Fantino, luogo di culto cristiano più antico della Calabria.

## Società

### Religione
L'antica Tauriana era sede vescovile e oggi sopravvive come sede vescovile titolare. L'attuale vescovo titolare è Alessandro Staccioli.

### Tradizioni e folclore
- Festa di San Fantino, svolta annualmente il 24 luglio con processione a cavallo dell'icona del santo dalla chiesa parrocchiale all'antico luogo di culto;[18]
- Festa della Madonna dell'Alto Mare, celebrata annualmente il sabato che precede l'ultima domenica di luglio, con processione della statua della Madonna per le vie del quartiere e nel mare del Lido di Palmi;[19]
- Festa della corporazione dei bovari, nel mese di agosto. La corporazione dei bovari è una delle cinque corporazioni della Varia di Palmi, festa inserita dal 2013 nel Patrimonio orale e immateriale dell'umanità dell'UNESCO.

## Istituzioni, enti e associazioni
A Taureana sono presenti solamente una scuola d'infanzia, una scuola primaria e un ufficio postale.

## Economia
Il turismo è l'attività economica principale della frazione. La località risulta, turisticamente, abbastanza attrezzata in quanto vi sorgono nelle vicinanze alcuni alberghi, ristoranti, pizzerie e campeggi.

## Infrastrutture e trasporti

### Strade
La principale arteria stradale che passa vicino al centro di Taureana è la strada statale 18 Tirrena Inferiore, che attraversa le contrade di Cisterne-Monte Terzo. Le altre arterie stradali del territorio, di importanza sovra-comunale, sono le ex strade provinciali che collegano Taureana con la suddetta S.S. 18, con il centro storico di Palmi e con il Lido di Palmi.

### Ferrovie
Il territorio della frazione è attraversato da due linee ferroviarie: la Ferrovia Tirrenica Meridionale Battipaglia-Reggio Calabria, gestita dalla RFI SpA, e la Ferrovia Gioia Tauro-Palmi gestita dalle Ferrovie della Calabria. Le due stazioni della frazione, la stazione di Taureana per la RFI e la stazione di San Fantino per la FdC, risultano attualmente dismesse.

### Porti
Nella località è presente il Porto turistico di Taureana di Palmi, che conta 200 posti barca.

### Mobilità urbana
I trasporti urbani e interurbani di Taureana di Palmi vengono svolti con servizi regolari di autobus gestiti dalla società Piana Palmi Multiservizi. Nel periodo estivo è inoltre servita dalle linee di trasporto su gomma delle Ferrovie della Calabria.

## Sport

### Calcio
Nell'XXI secolo venne fondata la società calcistica ASD Taureana, i cui colori sociali erano il giallo ed il verde. Nel logo ufficiale del club era rappresentata la Torre saracena ed il suo campo da gioco era lo stadio San Giorgio di Palmi. Nel giro di pochi anni la società, che partì dalla Terza categoria, arrivò a disputare il campionato di Promozione nella stagione 2013-2014. Nella stessa stagione, oltre alla salvezza in campionato conquistata vincendo i play-out, il club partecipò anche alla Coppa Italia Dilettanti. In questo torneo l'ASD Taureana disputò l'incontro più importante della sua storia, affrontando al primo turno il derby contro l'Unione Sportiva Palmese 1912, perso per 0-2 allo stadio San Giorgio. Nel 2014 la società non venne iscritta a nessun campionato FIGC.